# Кулёмин, Василий Лаврентьевич
Кулёмин Василий Лаврентьевич (9 апреля 1921 — 2 декабря 1962) — советский поэт.

## Биография
Родился 9 апреля 1921 года в деревне Овчаровка Тульской губернии (ныне в Кимовском районе Тульской области). Печататься начал в 1940 году.
Учился в Ибресинской лётной школе.
В 1940 году был призван на Черноморский флот. Во время Великой Отечественной войны был участником обороны Севастополя, обороны Кавказа, боёв за Новороссийск, позже был фронтовым корреспондентом. Был награждён орденами Красного Знамени и Красной Звезды. В 1942 году на фронте вступил в коммунистическую партию.
Первый сборник его стихов «Севастополь» вышел в 1946 году. В 1951 году окончил филфак МГУ.
Работал в газете «Комсомольская правда», был заместителем главного редактора журнала «Смена», с начала 60-х годов[уточнить] работал заместителем главного редактора журнала «Москва».
Умер в Москве 2 декабря 1962 года от инфаркта. По мнению М. П. Лобанова, причиной инфаркта стала травля Кулёмина после выхода в журнале коллективного письма «в защиту исторических, культурных памятников, сносимых беспощадно тогда при Хрущёве». Семь раз его вызывали в горком КПСС и обвиняли в ревизионизме.
Похоронен в Москве на Новодевичьем кладбище (8 участок 22 ряд).

## Избранная библиография
По материалам литературных справочников:
- Севастополь : Стихи. — Симферополь: Крымиздат, 1946. — 48 с.
- От сердца к сердцу : Лирика. — М.: Советский писатель, 1956. — 95 с.
- Русские вечера : Лирика. — М.: Молодая гвардия, 1957. — 95 с.
- Ожидание : Лирика. — М.: Советский писатель, 1959. — 99 с.
- Облака : Стихотворения : Поэмы. — М.: Молодая гвардия, 1961. — 176 с.
- Я - малахит : Лирика. — М.: Правда, 1961. — 31 с.
- Вечный огонь : Лирика. — М.: Воениздат, 1962. — 93 с.
- Отец : Поэма и стихи. — М.: Правда, 1963. — 32 с.
- Право на нежность. — М.: Советская Россия, 1963. — 174 с
- Избранная лирика. — М.: Молодая гвардия, 1964. — 32 с.
- Неодетая весна. — М.: Художественная литература, 1969. — 224 с.
- Красота. — М.: Современник, 1975. — 144 с.
- Каждый миг навсегда. — М.: Советская Россия, 1983. — 144 с.
- Избранное. — М.: Художественная литература, 1987. — 316 с.